# Рајко Мамузић
Рајко Мамузић (Краљевци, 1915 — Земун, 1994) био је колекционар, мецена, који се убраја се у ред донатора и културних радника који су имали значајну улогу у обнови културног живота Новог Сада после Другог светског рата.
У првим годинама после ослобођења, Мамузић је био начелник новосадског Дома Југословенске армије, други секретар Матице српске, а потом и један од првих управника Завода за заштиту споменика културе (1951–1953). На овом радном месту посветио се залагању за очување културне баштине, посебно манастирских цркава на Фрушкој гори. Током шесте деценије објављивао је текстове из области заштите споменика и етнологије у часописима Рад војвођанских музеја и Задружни архив. Своју сарадњу са ликовним уметницима савремене југословенске сцене интензивирао је по преласку у Земун, када је почео да редовно посећује уметничке атељеје на Старом Сајмишту. Поред колекционарске делатности која је тамо зачета, Рајко Мамузић се ангажовао и на учешћу у реализацији изложби уметника које је познавао.
Током седме деценије био је укључен у рад на конституисању Галерије савремене ликовне уметности у Новом Саду, садашњег Музеја савремене уметности Војводине. Круна његовог рада је Галерија ликовне уметности поклон збирка Рајка Мамузића, која је настала из његове приватне колекције сабиране у периоду од 1953. до 1974. године.
Умро је 1994. године у Земуну.